# Holy Diver
Holy Diver ist das erste Album der amerikanischen Hard-Rock-/Heavy-Metal-Band Dio.

## Geschichte
Veröffentlicht wurde Holy Diver am 25. Mai 1983. Für viele Kritiker ist es auch heute noch Dios bestes Album und ein Klassiker in der Geschichte des Heavy Metal.
Das Album wurde 2005 remastered und neu veröffentlicht von Rock Candy Records. Auf dieser Version befindet sich zusätzlich ein Interview mit Ronnie James Dio. Auf den Tracks 10–19 beantwortet er diverse Fragen bezüglich des Albums. Die Fragen werden während des Interviews nicht gestellt. Jedoch befinden sie sich in gedruckter Form im Booklet der CD. Die B-Seiten der Singles, meistens Live-Aufnahmen, sind weiterhin nicht auf CD erhältlich. Eine Ausnahme bildet eine limitierte Edition aus Japan.

## Titel
1. Stand Up and Shout (Ronnie James Dio, Jimmy Bain) – 3:18
2. Holy Diver (Dio) – 5:51
3. Gypsy (Dio, Vivian Campbell) – 3:39
4. Caught in the Middle (Dio, Vinny Appice, Campbell) – 4:14
5. Don’t Talk to Strangers (Dio) – 4:53
6. Straight Through the Heart (Dio, Bain) – 4:31
7. Invisible (Dio, Appice, Campbell) – 5:24
8. Rainbow in the Dark (Dio, Appice, Bain, Campbell) – 4:15
9. Shame on the Night (Dio, Appice, Bain, Campbell) – 5:20

## Auszeichnungen für Musikverkäufe
Das Album wurde in den USA am 12. September 1984 mit einer goldenen Schallplatte ausgezeichnet. Am 21. März 1989 folgte dann Platin.
| Land/Region                  | Auszeichnungen für Musikverkäufe (Land/Region, Auszeichnung, Verkäufe) | Verkäufe  |
| ---------------------------- | ---------------------------------------------------------------------- | --------- |
| Vereinigte Staaten (RIAA)    | 2× Platin                                                              | 2.000.000 |
| Vereinigtes Königreich (BPI) | Silber                                                                 | 60.000    |
| Insgesamt                    | 1× Silber · 2× Platin ·                                                | 2.060.000 |